# Tomori Viola
Tomori Viola, Váró Györgyné (Váróné Tomori Viola néven is publikált) (Kolozsvár, 1911. június 17. – Tiszaújváros, 1998. március 28.) magyar szociológus és pszichológus.
Falukutatóként (Dudar, Hollókő) vált híressé.

## Életpályája
Tomori Viola MÁV kishivatalnok gyermekeként látta meg a napvilágot Kolozsvárott. A szegedi egyetemen matematika-fizika szakos hallgató volt 1929–1933-ban, 1934-ben szerzett tanári oklevelet és pszichológiából doktorált Várkonyi Hildebrand Dezső Pedagógiai-Pszichológiai Intézetében (1935). Diákként tagja lett a Szegedi Fiatalok Művészeti Kollégiumának, (1932–1938), járták a környező falvakat, legközelebb Tápé volt (ma Szeged-Tápé), Tápé egyik ihletője lett Tomori Viola és Bálint Sándor falukutatásainak.
1937-ben a londoni Institute of Sociology magyarországi faluszociológiai kutatását szervezte meg Tomori a Bakonyban, Zirc kistérségben, Dudar községben. Nemzetközi kutató tábor szállta meg a falut Tomori Viola vezetésével, a „megszállók” közt találjuk például Richard Thurnwald világhírű etnológust, Ortutay Gyula néprajztudóst, Móricz Virág írónőt. Tomori Szabó Zoltánnal együtt az 1930-as évek közepén fedezte fel Hollókő falu sajátos helyzetét.
Tomori a szegedi egyetem asszisztense (mai fogalommal tanársegédje) volt 1933–37-ig, az 1936/37-es tanévre elnyerte a Humboldt-ösztöndíjat, s ekkor lett a fent említett Richard Thurnwald tanítványa. Az ösztöndíj lejárta után a budapesti Szociálpolitikai Intézetben dolgozott 1942-ig. A II. világháború után Székelyudvarhelyen tanított 1952-ig. Nyugdíjas éveire Erdélyben maradt.
Fő kutatási területe a néplélektan és a szociálpszichológia. Tanulmányai és cikkei Magyarországon és Romániában jelentek meg.
Férje, Váró György halála után, az 1980-as években Magyarországon élő gyermekeihez költözött, Tiszaújvárosban, Magyarországon halt meg.

## Kötetei (válogatás)
- A parasztság szemléletének alakulása : a parasztság szemléletének és eszméltségi fokának lélektani vizsgálata. Szeged, 1935. 127 o. (Ser. Szegedi Fiatalok Művészeti Kollégiuma)
- Kukkó. Kolozsvár-Napoca: Dacia, Román-magyar közös kiadás, 1985. 218 o. (A könyv témája családi nevelés, neveléslélektan, gyermekpszichológia)
- Hollókő : Egy palóc falu lélekrajza. Budapest, Akadémiai Kiadó, 1992. 70 o. ISBN 963-05-6244-8

## Cikkek (válogatás)
- A parasztcselekvés lelki dinamikája. Magyar Pszichológiai Szemle, 8. köt. 1935. 3-4. sz.
- A személyiségpedagógia egy újabb iránya. A Cselekvés Iskolája, 4. évf. 1935-36. 249.
- Néplélektani kutatás beregi falvakban. Társadalomtudomány, 1936/1-3. sz.
- Faluművelődés és néplélektan. Magyar Szemle, 1936 december
- Immanens ideálizmus lélektani alapon (Boda István lélektani felfogása), Szellem és Élet, Szeged, 1936/1. 1. füzet 87-90. o.
- Reitzer Béla: A proletárnevelés kérdéséhez : nevelésszociológiai bírálat (Várkonyi Hildebrand Dezső előszavával, Szeged, 1935); Szeged, 1935. 103. o. Könyvism. in Szellem és Élet, Szeged, 2l6-218. 1936/3., 3. füzet 216-218.